# Triumph Modellen TT en ST
De Triumph Modellen TT en ST waren sportmotoren die het Britse merk Triumph produceerde van 1927 tot 1929.

## Voorgeschiedenis
Aan het begin van de jaren twintig had Triumph geen 500cc-modellen die als wegracer konden worden ingezet, zoals tijdens de Isle of Man TT. Frank Halford, die voor net technische adviesbureau van Harry Ricardo werkte, ontwikkelde privé een racer uit het 550cc-Triumph Model SD en voorzag die machine van een kopklepmotor met vier kleppen. Triumph nam het ontwerp over en zo ontstond de Triumph Ricardo-serie. In races waren deze machines nog niet succesvol, maar de Triumph Model R Fast Roadster-sportmotor werd goed verkocht. 

## Triumph Model TT
Net als de Triumph Ricardo was het Triumph Model TT feitelijk een privé-project, dit keer van coureur Victor "Vic" Horsman. Vic Horsman had met weinig succes deelgenomen aan de TT van Man, voor de Eerste Wereldoorlog met een Singer en na de oorlog met een Norton. Rond 1922 bouwde ook hij een Triumph SD om, dit keer met slechts twee kleppen in de cilinderkop. Met variaties van deze motor van 498cc, 596cc, 599cc en 607cc brak hij vele Britse en wereldrecords voor solo- en zijspannen van 1923 tot 1926. Horsman voorzag zijn machine in 1924 van een eigen frame, terwijl de Triumph Ricardo door het veel te zwakke SD-frame niet tot goede resultaten kwam. Triumph vroeg hem om de machine in de Senior TT van 1925 in te zetten. De Zuid-Afrikaan C. Young, die in 1924 vierde geworden was, reed de machine naar de achttiende plaats, maar de machine reed de race tenminste uit. Horsman kreeg 1.500 pond voor zijn ontwerp en in het najaar van 1926 begon de productie van het Triumph TT Model als sportmotor voor sportieve klanten. In 1928 vonden de eerste wijzigingen plaats. De machine kreeg een Doherty-Quick Action twistgrip en net als alle andere modellen veranderde het kleurenschema naar zwart met saxe blue (lichtblauw). De velgen werden zwart gespoten. 

### Motor
De motor week sterk af van die van de Triumph Ricardo. De boring was iets kleiner en de slag iets groter, gelijk aan die van het nieuwe 550cc-Triumph Model NSD. De cilinderinhoud bedroeg 497,6 cc. De ontstekingsmagneet was verplaatst van voor naar achter de cilinder en de Triumph Twin Barrel-carburateur was vervangen door een carburateur van Amac. De mechanische oliepomp zat rechts aan de buitenkant van het carter. De machine had ondanks deze pomp nog een total loss-smeersysteem en op de tank zat ook nog steeds het (toen al ouderwetse) handpompje. De machine had ook een nieuwe Brooklands can-uitlaat.

### Transmissie
Op het linker uiteinde van de krukas zat een schroefveer als transmissiedemper en het voorste tandwiel van de primaire ketting. Die dreef de meervoudige natte plaatkoppeling aan en de nieuwe Triumph-drieversnellingsbak met kickstarter. De schakelhefboom zat niet naast de tank, maar (waarschijnlijk om gewicht te sparen) rechtstreeks op de versnellingsbak. De secundaire aandrijving werd verzorgd door een ketting onder een klein kettingschermpje. 

### Rijwielgedeelte
Hoewel het Model TT nog steeds een open brugframe met de motor als dragend deel had, was het steviger dan dat van de Triumph Ricardo. Ook de voorvork was nieuw. Aanvankelijk gebruikte Triumph een girder-achtige fore-and-aft-vork die alleen horizontaal kon bewegen een daarom niet voldeed. De Triumph Ricardo's hadden al een Druid-parallellogramvork met twee veren, die iets beter was, maar het Model TT kreeg een Webbvork met een centrale veer. Beide wielen hadden nu trommelremmen en de plaatsing van het rempedaal was veel beter: voor het eerst hoefden Triumph-rijders hun voet niet van de voetsteun te tillen om te remmen. Verder had de machine een voor- en een achterwielstandaard en een bagarek met leren tasjes voor het boordgereedschap. 

## Triumph Model ST
Zoals de andere Triumph-modellen kreeg ook het Model TT in 1929 een zadeltank. Daarmee veranderde ook de typenaam in Triumph Model ST (Saddle T'ank). Dat betekende dat de machine ook een aangepast frame moest krijgen en bovendien een aparte olietank, want bij de flattank zat de motorolie nog in een apart compartiment van die tank. Het Model ST werd al snel populair, omdat het frame beter was dan dat van de oude Ricardo-modellen, maar ook omdat sportieve rijders zich verheugden op het afschaffen van de maximumsnelheid van 20 mijl per uur in 1930.

## Einde productie
Toch werden er van het Model ST slechts ongeveer 450 exemplaren verkocht, ondanks de lage prijs van 60 pond, ongeveer de helft van een Triumph Ricardo. Er waren echter ook sterke concurrenten, zoals het AJS Model R8, de BSA S29 en de Norton ES2. In 1930 werd het Model ST opgevolgd door het Model CTT. Dat was onderdeel van de Triumph Model C-serie die door modulair ontwerpen verschillende onderdelen deelde, ondanks de verschillende cilinderinhouden.

## Afbeeldingen

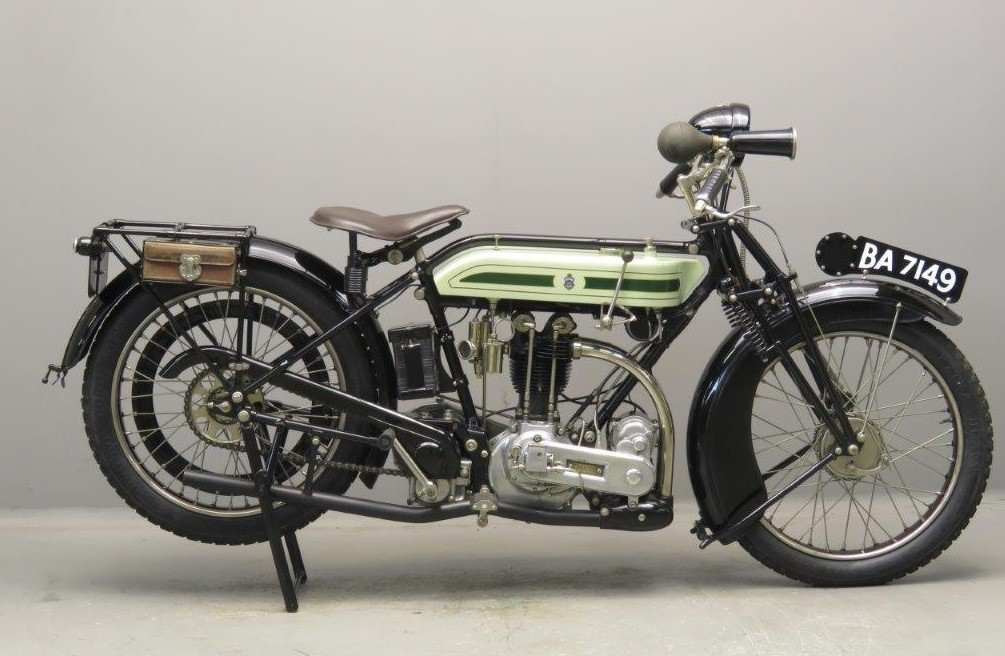
Het Triumph Model IR uit 1927 was het laatste uit de Triumph Ricardo-serie, nog met de ontstekingsmagneet voor het blok en een dummy belt rim brake in het achterwiel.
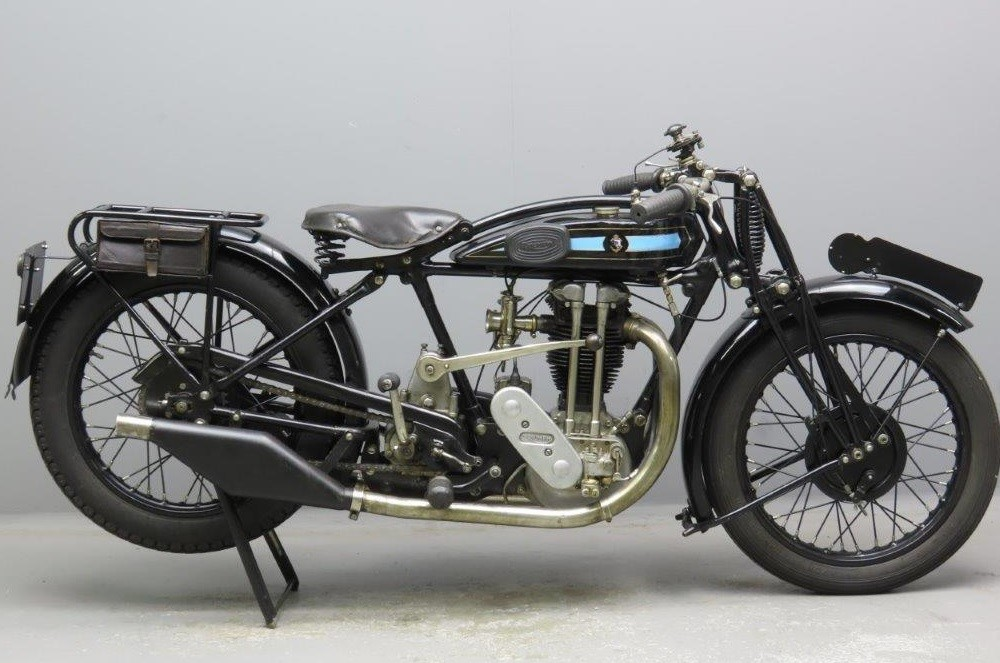
Triumph Model TT uit 1927 met een sterker frame, trommelremmen voor en achter en de Brooklands can-uitlaat.
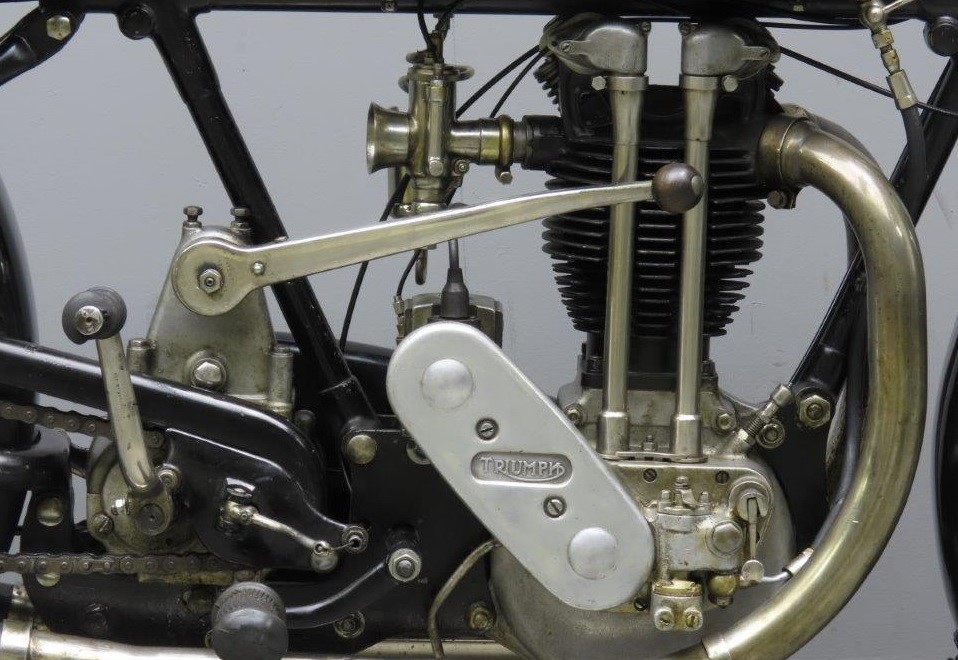
De rechterkant van het motorblok met de aandrijving van de ontstekingsmagneet, de schakelhefboom en de drieversnellingsbak.
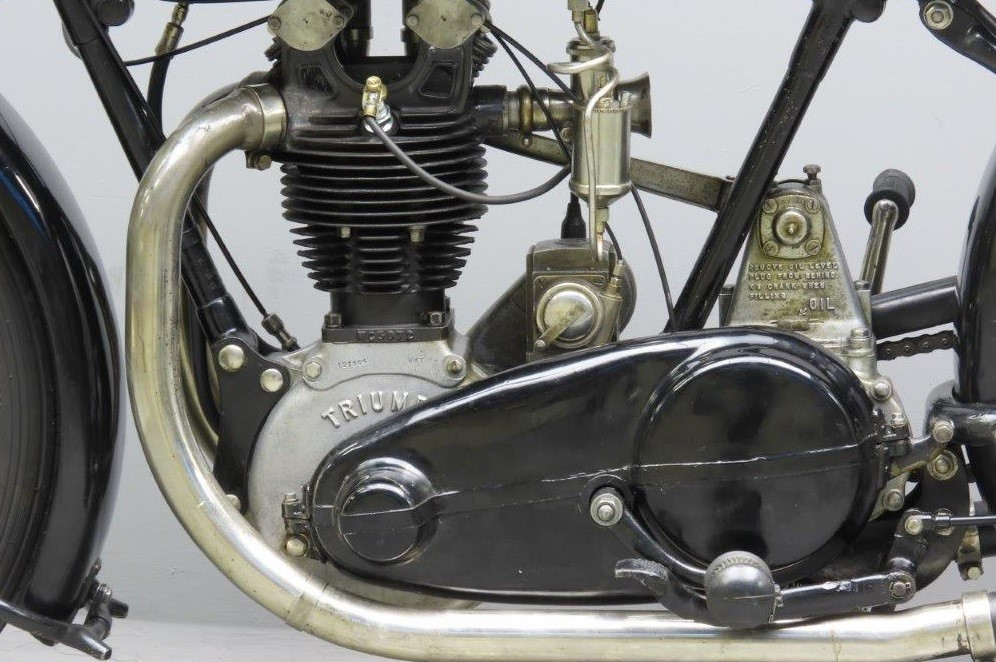
De linkerkant van het blok met de bult van de transmissiedemper in het deksel van de primaire aandrijving en het makkelijk te bedienen rempedaal.